# كينشيرو دانيلز
كينشيرو دانيلز (بالإنجليزية: Kenshiro Daniels)‏ هو لاعب كرة قدم أمريكي في مركز الهجوم، ولد في 12 يناير 1995 في إرفاين في الولايات المتحدة. شارك مع منتخب الفلبين لكرة القدم. أما مع النوادي، فقد لعب مع نادي كايا–إيلويلو.

## وصلات خارجية
- كينشيرو دانيلز على موقع قاعدة بيانات كرة القدم.إي يو (الإنجليزية)
- كينشيرو دانيلز على موقع ناشيونال فوتبول تيمز (الإنجليزية)
- كينشيرو دانيلز على موقع Soccerway.com (الإنجليزية)
- كينشيرو دانيلز على موقع عالم كرة القدم.نت (الإنجليزية)